# مطار داغسا
مطار داغسا (بالفرنسية: Aéroport de Daguessa) هو مطار للاستخدام العام يقع بالقرب من داغسا، في إقليم سيلا، في تشاد.

## روابط خارجية
- سجل مطار داغسا نسخة محفوظة 24 يونيو 2015 على موقع واي باك مشين. في Landings.com